# Equació integral
Una equació integral és una equació en la qual una de les incògnites és una funció que apareix en una expressió sota el signe integral. Són importants en diversos àmbits físics. Les equacions de Maxwell expressades en forma integral en són probablement els seus representants més cèlebres. Apareixen en problemes dels transferència d'energia radiativa i problemes d'oscil·lacions d'una corda, d'una membrana o d'un eix. Els problemes d'oscil·lació també poden ser resoluts amb l'ajuda d'equacions diferencials.

## Exemples
Equació de Fredholm del primer tipus
Una de les equacions integrals més senzilles és l'equació integral de Fredholm de primer tipus:
{\displaystyle f(x)=\int _{a}^{b}K(x,t)\,\phi (t)\,dt}
La notació és la de Arfken i Weber. Aquí {\displaystyle \phi \,} és la funció incògnita, f és una funció coneguda i K una altra funció coneguda de dues variables, sovint anomenada la funció integral del nucli. Els límits d'integració són constants i aquesta és la característica principal d'una equació de Fredholm.
Equació de Fredholm del segon tipus
Si la funció incògnita apareix alhora a l'interior i fora de la integral, llavors es tracta de l'equació integral de Fredholm de segon tipus:
{\displaystyle \phi (x)=f(x)+\lambda \int _{a}^{b}K(x,t)\,\phi (t)\,dt}
Le paràmetre λ és un factor desconegut,
Que juga el mateix paper que el valor propi en àlgebra lineal.
Equació de Volterra del primer tipus
Si un dels límits d'integració és variable, es tracta d'una equació integral de Volterra. Les equacions de primer i de segon tipus de Volterra són ser:
{\displaystyle f(x)=\int _{a}^{x}K(x,t)\,\phi (t)\,dt}
{\displaystyle \phi (x)=f(x)+\lambda \int _{a}^{x}K(x,t)\,\phi (t)\,dt}

## Característiques
Si la funció coneguda f és idènticament zero, l'equació integral s'anomena llavors «equació integral homogènia». Si és diferent de zero, s'anomena «equació integral no homogènia».
Aquestes equacions es classifiquen segons tres dicotomies:
- Límits d'integració 
  - els dos dues fixats : equació de Fredholm
  - un variable: equació de Volterra
- Lloc de la funció incògnita 
  - només dins de la integral: primer tipus
  - a l'interior i fora de la integral: segon tipus
- Naturalesa de la funció coneguda f
  - idènticament zero : homogènia
  - diferent de zero : no homogènia